# Wspólnota administracyjna Scheibenberg-Schlettau
Wspólnota administracyjna Scheibenberg-Schlettau (niem. Verwaltungsgemeinschaft Scheibenberg-Schlettau) – wspólnota administracyjna w Niemczech, w kraju związkowym Saksonia, w okręgu administracyjnym Chemnitz, w powiecie Erzgebirgskreis. Siedziba wspólnoty znajduje się w mieście Scheibenberg.
Wspólnota administracyjna zrzesza dwa miasta: 
- Scheibenberg
- Schlettau